# 林登 (亞利桑那州)
林登（英語：Linden）是位於美國亞利桑那州納瓦霍縣的一個人口普查指定地區。根據2010年美國人口普查，該地共人口500人，而該地的面積約為78.24平方千米。

## 地理
林登的座標為34°16′15″N 109°07′52″W / 34.27083°N 109.13111°W，而該地最高點為海拔高度1914米（即6280英尺）。

## 古迹
劳恩迪克罗辛 (亚利桑那州) (Roundy Crossing) 是位于 34°17′45″N 110°05′35″W 的 莫戈隆边缘考古遗址的名称。它包含描绘可追溯到公元 1168 年的冬季天空的天文岩画及行星的一日排列被广泛记录。 （页面存档备份，存于） 